# أنتوني هوبكينز (ملحن)
أنتوني هوبكينز (بالإنجليزية: Antony Hopkins)‏ (و. 1921 – 2014 م) هو ملحن، وعازف بيانو، وموزع، وكاتب سير ذاتية، وكاتب غير روائي، ومؤلفو موسيقى تصويرية من المملكة المتحدة، والمملكة المتحدة لبريطانيا العظمى وأيرلندا، ولد في لندن، يستخدم آلات بيانو، توفي عن عمر يناهز 93 عاماً.

## التعليم
تعلم في الكلية الملكية للموسيقى ‏
.

## جوائز
حصل على جوائز منها:

نيشان الامبراطورية البريطانية من رتبة قائد

## وصلات خارجية
- أنتوني هوبكينز على موقع IMDb (الإنجليزية)
- أنتوني هوبكينز على موقع ألو سيني (الفرنسية)
- أنتوني هوبكينز على موقع ميوزك برينز (الإنجليزية)
- أنتوني هوبكينز على موقع قاعدة بيانات برودواي على الإنترنت (الإنجليزية)
- أنتوني هوبكينز على موقع ديسكوغز (الإنجليزية)
- أنتوني هوبكينز على موقع قاعدة بيانات الفيلم (الإنجليزية)

- أنتوني هوبكينز في قاعدة بيانات الأفلام على الإنترنت